# Мадагаскарска веслонога жаба
Мадагаскарска веслонога жаба (Boophis madagascariensis) е вид жаба от семейство Mantellidae. Видът не е застрашен от изчезване.

## Разпространение
Разпространен е в Мадагаскар.

## Описание
Популацията на вида е намаляваща.